# Lyon Open 2018
Lyon Open 2018, oficiálním názvem Open Parc Auvergne-Rhône-Alpes Lyon 2018, byl tenisový turnaj pořádaný jako součást mužského okruhu ATP World Tour, který se odehrával v Parku Zlaté hlavy na otevřených antukových dvorcích. Probíhal mezi 20. až 26. květnem 2018 ve francouzském Lyonu jako druhý ročník turnaje.
Turnaj s rozpočtem 561 345 eur patřil do kategorie ATP Tour 250. Nejvýše nasazeným hráčem ve dvouhře se stal osmý tenista světa Dominic Thiem z Rakouska. Jako poslední přímý účastník do hlavní singlové soutěže nastoupil francouzský 135. hráč žebříčku Calvin Hemery.
Jubilejní desátou singlovou trofej na okruhu ATP Tour vybojoval 24letý Rakušan Dominic Thiem, jenž si tak připsal osmý vavřín z antukového povrchu. Premiérový společný titul ze čtyřhry si odvezl australsko-americký pár Nick Kyrgios a Jack Sock, jenž navýšil aktivní zápasovou bilanci na 11–2.

## Rozdělení bodů a finančních odměn

### Rozdělení bodů
| Soutěž  | vítězové | finalisté | semifinalisté | čtvrtfinalisté | 16 v kole | 32 v kole | Q  | Q2 | Q1 |
| ------- | -------- | --------- | ------------- | -------------- | --------- | --------- | -- | -- | -- |
| dvouhra | 250      | 150       | 90            | 45             | 20        | 0         | 12 | 6  | 0  |
| čtyřhra | 250      | 150       | 90            | 45             | 0         | —         | —  | —  | —  |

### Finanční odměny
| Soutěž                              | vítězové | finalisté | semifinalisté | čtvrtfinalisté | 16 v kole | 32 v kole | Q2     | Q1     |
| ----------------------------------- | -------- | --------- | ------------- | -------------- | --------- | --------- | ------ | ------ |
| dvouhra                             | €89 435  | €47 105   | €25 515       | €14 535        | €8 565    | €5 075    | €2 285 | €1 145 |
| čtyřhra                             | €27 170  | €14 280   | €7 740        | €4 430         | €2 590    | —         | —      | —      |
| částka ve čtyřhře je uvedena na pár |          |           |               |                |           |           |        |        |

## Mužská dvouhra

### Nasazení
| Stát                           | Hráč             | ATP | Nasazení |
| ------------------------------ | ---------------- | --- | -------- |
| Rakousko                       | Dominic Thiem    | 8.  | 1.       |
| USA                            | John Isner       | 10  | 2        |
| USA                            | Jack Sock        | 15. | 3.       |
| Jižní Korea                    | Čong Hjon        | 20. | 4.       |
| Francie                        | Adrian Mannarino | 27. | 5.       |
| Francie                        | Gaël Monfils     | 38. | 6.       |
| Portugalsko                    | João Sousa       | 48. | 7.       |
| Austrálie                      | John Millman     | 58. | 8.       |
| Žebříček ATP k 14. květnu 2018 |                  |     |          |

### Jiné formy účasti
Následující hráči obdrželi divokou kartu do hlavní soutěže:
- Grégoire Barrère
- Adrian Mannarino
- Corentin Moutet

Následující hráči postoupili do hlavní soutěže z kvalifikace:
- Laslo Djere
- José Hernández-Fernández
- Filip Horanský
- Jordi Samper-Montaña

Následující hráči postoupili z kvalifikace jako tzv. šťastní poražení:
- Federico Coria
- Joris De Loore

### Odhlášení
před zahájením turnaje
- Čong Hjon → nahradil jej  Joris De Loore
- Karen Chačanov → nahradil jej  Cameron Norrie
- Leonardo Mayer → nahradil jej  Michail Kukuškin
- Daniil Medveděv → nahradil jej  Dušan Lajović
- Viktor Troicki → nahradil jej  Calvin Hemery
- Jo-Wilfried Tsonga → nahradil jej  Federico Coria

## Mužská čtyřhra

### Nasazení
| Stát                                                                                    | Hráč             | Stát       | Hráč                   | ATP | Nasazení |
| --------------------------------------------------------------------------------------- | ---------------- | ---------- | ---------------------- | --- | -------- |
| Pákistán                                                                                | Ajsám Kúreší     | Nizozemsko | Jean-Julien Rojer      | 42. | 1.       |
| Indie                                                                                   | Rohan Bopanna    | Francie    | Édouard Roger-Vasselin | 50. | 2.       |
| Chile                                                                                   | Julio Peralta    | Argentina  | Horacio Zeballos       | 69. | 3.       |
| Polsko                                                                                  | Marcin Matkowski | Japonsko   | Ben McLachlan          | 70. | 4.       |
| Žebříček ATP k 14. květnu 2018; číslo je součtem žebříčkového postavení obou členů páru |                  |            |                        |     |          |

### Jiné formy účasti
Následující páry obdržely divokou kartu do hlavní soutěže:
- Grégoire Barrère /  Tristan Lamasine
- Jonathan Eysseric /  Hugo Nys

## Přehled finále

### Mužská dvouhra
- Dominic Thiem vs.  Gilles Simon, 3–6, 7–6(7–1), 6–1

### Mužská čtyřhra
- Nick Kyrgios /  Jack Sock vs.  Roman Jebavý /  Matwé Middelkoop, 7–5, 2–6, [11–9]